# Marlierea vicina
Marlierea vicina är en myrtenväxtart som beskrevs av Mcvaugh. Marlierea vicina ingår i släktet Marlierea och familjen myrtenväxter.
Artens utbredningsområde är Guyana. Inga underarter finns listade i Catalogue of Life.